# Astro Bot Rescue Mission
Az Astro Bot Rescue Mission egy 2018-ban megjelent, virtuális valóságra épülő platformjáték, amelyet a Japan Studio fejlesztett és a Sony Interactive Entertainment adott ki a PlayStation 4 konzolra, a PlayStation VR headsetre.

## Játékmenet
Az Astro Bot Rescue Mission egy 3D-s platformjáték, amelyben a játékosok Astro Botot, egy kis robotot irányítanak különböző pályákon a DualShock 4 kontroller segítségével. A játék VR-ra készült, így a játékosok belső nézetből tapasztalják meg a világot, mintha egy hatalmas robot lennének, aki kölcsönhatásba lép a környezettel. Ez olyan tevékenységeket foglal magában, mint például falak áttörése fejeléssel, támadások kikerülése, vagy a headset mikrofonjának használata szirmok elfújásához. Minden pályán a fő cél Astro legénységének megmentése, akik a játék öt világában és húsz pályáján vannak szétszórva. A játékosok minden világ végén főellenségekkel is szembekerülnek, akikkel csak akkor vehetik fel a harcot, ha elegendő megmentett robotot gyűjtöttek össze.

## Fejlesztés
Az Astro Bot Rescue Mission a Japan Studio Team Asobi részlegének fejlesztése. A The Playroom VR „Robots Rescue” című minijátékának népszerűsége és a rajongói visszajelzések hatására a Japan Studio úgy döntött, hogy a minijáték alapján egy teljes értékű játékot készít. Az Astro Bot Rescue Mission fejlesztése 18 hónapig tartott, és egy 25 fős csapat dolgozott rajta. A zenét Kenneth C. M. Young szerezte.

## Fogadtatás
| Összegzőoldal | Értékelés |
| ------------- | --------- |
| Metacritic    | 90/100    |

| Szerző        | Értékelés |
| ------------- | --------- |
| CGM           | 8,5/10    |
| Destructoid   | 7,5/10    |
| Edge          | 9/10      |
| Game Informer | 9/10      |
| IGN           | 9/10      |
| Jeuxvideo.com | 17/20     |
| OPM (UK)      | 8/10      |

Az Astro Bot Rescue Mission a Metacritic értékelésgyűjtő weboldal szerint „egyetemes elismerést” kapott a kritikusoktól.
Chris Dunlap a GamingAge oldalán 10/10-es értékelést adott, és úgy nyilatkozott, hogy az Astro Bot Rescue Mission „rendkívül szórakoztató és magával ragadó játék, valamint egy fantasztikus kiegészítés a folyamatosan bővülő PSVR-kínálathoz.”
A PSU.com szerint: „Kétségkívül az év legjobb platformjátéka és PS VR-játéka a piacon.”

## Díjak, elismerések
| Év   | Díj                                                   | Kategória                                        | Eredmények |
| ---- | ----------------------------------------------------- | ------------------------------------------------ | ---------- |
| 2018 | Game Critics Awards                                   | Legjobb VR/AR játék                              | Jelölve    |
| 2018 | Gamescom 2018                                         | Legjobb puzzle/ügyességi játék                   | Jelölve    |
| 2018 | Hollywood Music in Media Awards                       | Legjobb eredeti zene ("A Fire in Your Mind")     | Jelölve    |
| 2018 | The Game Awards                                       | Legjobb VR/AR játék                              | Elnyerte   |
| 2018 | The Edge Awards                                       | Az év VR játéka                                  | Elnyerte   |
| 2018 | The Edge Awards                                       | Az év játéka                                     | Jelölve    |
| 2019 | New York Game Awards                                  | Coney Island Dreamland díj a legjobb VR játéknak | Jelölve    |
| 2019 | D.I.C.E. Awards                                       | Az év családi játéka                             | Jelölve    |
| 2019 | D.I.C.E. Awards                                       | Az év kiemelkedő VR játéka                       | Jelölve    |
| 2019 | D.I.C.E. Awards                                       | Kiemelkedő technikai teljesítmény VR játékban    | Jelölve    |
| 2019 | D.I.C.E. Awards                                       | Kiemelkedő technikai teljesítmény                | Jelölve    |
| 2019 | National Academy of Video Game Trade Reviewers Awards | Legjobb animáció, művészet                       | Jelölve    |
| 2019 | National Academy of Video Game Trade Reviewers Awards | Legjobb vezérléstervezés, VR                     | Jelölve    |
| 2019 | National Academy of Video Game Trade Reviewers Awards | Irány a virtuális valóságban                     | Jelölve    |
| 2019 | National Academy of Video Game Trade Reviewers Awards | Legjobb eredeti családi játék                    | Jelölve    |
| 2019 | National Academy of Video Game Trade Reviewers Awards | Legjobb hangkeverés a virtuális valóságban       | Jelölve    |
| 2019 | National Academy of Video Game Trade Reviewers Awards | Legjobb hanghasználat, új IP                     | Jelölve    |
| 2019 | SXSW Gaming Awards                                    | Kiválóság a műszaki teljesítményben              | Jelölve    |
| 2019 | SXSW Gaming Awards                                    | Az év VR játéka                                  | Jelölve    |
| 2019 | Game Developers Choice Awards                         | Legjobb VR/AR játék                              | Jelölve    |
| 2019 | British Academy Games Awards                          | Legjobb játék                                    | Jelölve    |
| 2019 | British Academy Games Awards                          | Legjobb dizájn                                   | Jelölve    |
| 2019 | British Academy Games Awards                          | Játékinnováció                                   | Jelölve    |
| 2019 | Famitsu Awards                                        | Különdíj                                         | Elnyerte   |
| 2019 | British Academy Children's Awards                     | Legjobb játék                                    | Elnyerte   |
| 2019 | Italian Video Game Awards                             | Innovációs díj                                   | Jelölve    |
| 2019 | Japan Game Awards                                     | Játéktervezők díja                               | Elnyerte   |
| 2019 | The Independent Game Developers' Association Awards   | Legjobb árkád játék                              | Jelölve    |

## Fordítás
Ez a szócikk részben vagy egészben  az   Astro Bot Rescue Mission című angol Wikipédia-szócikk ezen változatának fordításán alapul.  Az eredeti cikk szerkesztőit annak laptörténete sorolja fel. Ez a jelzés csupán a megfogalmazás eredetét és a szerzői jogokat jelzi, nem szolgál a cikkben szereplő információk forrásmegjelöléseként.